# Hildegardkirche
Das Patrozinium der heiligen Hildegard von Bingen tragen folgende Kapellen und Kirchen in Deutschland:
- Berlin, OT Frohnau: St. Hildegard (Berlin)
- Bingen am Rhein, OT Bingerbrück: St. Rupertus und St. Hildegard (Bingerbrück)
- Bonn, OT Rüngsdorf: St. Hildegard (Bonn)
- Bremen, OT Kattenesch: St. Hildegard (Bremen)
- Düsseldorf: St. Hildegardis (Düsseldorf)
- Duisburg, OT Röttgersbach: St. Hildegard (Duisburg)
- Emmelshausen: St. Hildegard (Emmelshausen)
- Hattorf am Harz: St. Hildegard (Hattorf)
- Frankfurt, OT Fechenheim: 2012 profanierte Filialkirche St. Hildegard
- Köln, OT Nippes: St. Hildegard in der Au
- Leverkusen, OT Wiesdorf: St. Hildegard (Wiesdorf)
- Limburg an der Lahn: St. Hildegard (Limburg an der Lahn)
- Ludwigshafen am Rhein: St. Hildegard, siehe Kirchen in Ludwigshafen
- Mannheim, OT Käfertal: St.-Hildegard-Kirche (Mannheim)
- München, OT Pasing: St. Hildegard (München)
- Oberhausen, OT Alstaden: 2007 profanierte Filialkirche St. Hildegard am Ruhrpark
- Offenbach am Main, OT Bieber-Waldhof: Haus St. Hildegard
- Raumbach: Filialkirche St. Hildegard (Raumbach)
- Rüdesheim am Rhein, OT Eibingen: St. Hildegard (Eibingen), Grabeskirche mit dem Reliquienschrein der Heiligen Hildegard
- St. Ingbert: St. Hildegard (St. Ingbert)
- Sulzbach/Saar, OT Neuweiler: St. Hildegard (Neuweiler)
- Viernheim: Hildegardkirche (Viernheim)

Weitere Kirchen bzw. Kapellen beziehen sich auf Hildegard, der Frau Karls des Großen. Sie wird insbesondere im Allgäuer Raum als Heilige verehrt, ist aber keine:
- Hildegardkapelle, Kempten (Allgäu)